# Provincia di Jaime Zudáñez
La provincia di Jaime Zudáñez è una delle 10 province del dipartimento di Chuquisaca nella Bolivia meridionale. Il capoluogo è la città di Zudáñez.
Al censimento del 2012 possedeva una popolazione di 39.009 abitanti.

## Geografia antropica

### Suddivisioni amministrative
La provincia è suddivisa in 4 comuni:
- Icla - 7.406 abitanti
- Mojocoya - 7.919 abitanti
- Presto - 11.856 abitanti
- Zudáñez - 11.828 abitanti